# 海津町
海津町（日语：／ Kaizu chō */?）是日本岐阜縣海津郡內一個已撤銷的町，面積達44.21平方公里，據2005年3月1日的統計，人口為14,679人，在1955年1月15日由高須町、吉里村、東江村、大江村和西江村合併而成，名稱源於相關町村均是海津郡的中心:777-778，2005年3月28日與同郡平田町、南濃町合併成海津市，現在分別是海津町秋江、油島、石龜、稻山、江東、大和田、金廻、鹿野、神桐、萱野、草場、駒江、五町、瀨古、外濱、高須、高須町、立野、田中、內記、長久保、長瀨、成戶、西小島、沼新田、東小島、七右衛門新田、平原、日原、深濱、福一色、福江、福岡、札野、古中島、帆引新田、本阿彌新田、松木、馬目、萬壽新田、宮地、森下、安田和安田新田。

## 位置區劃

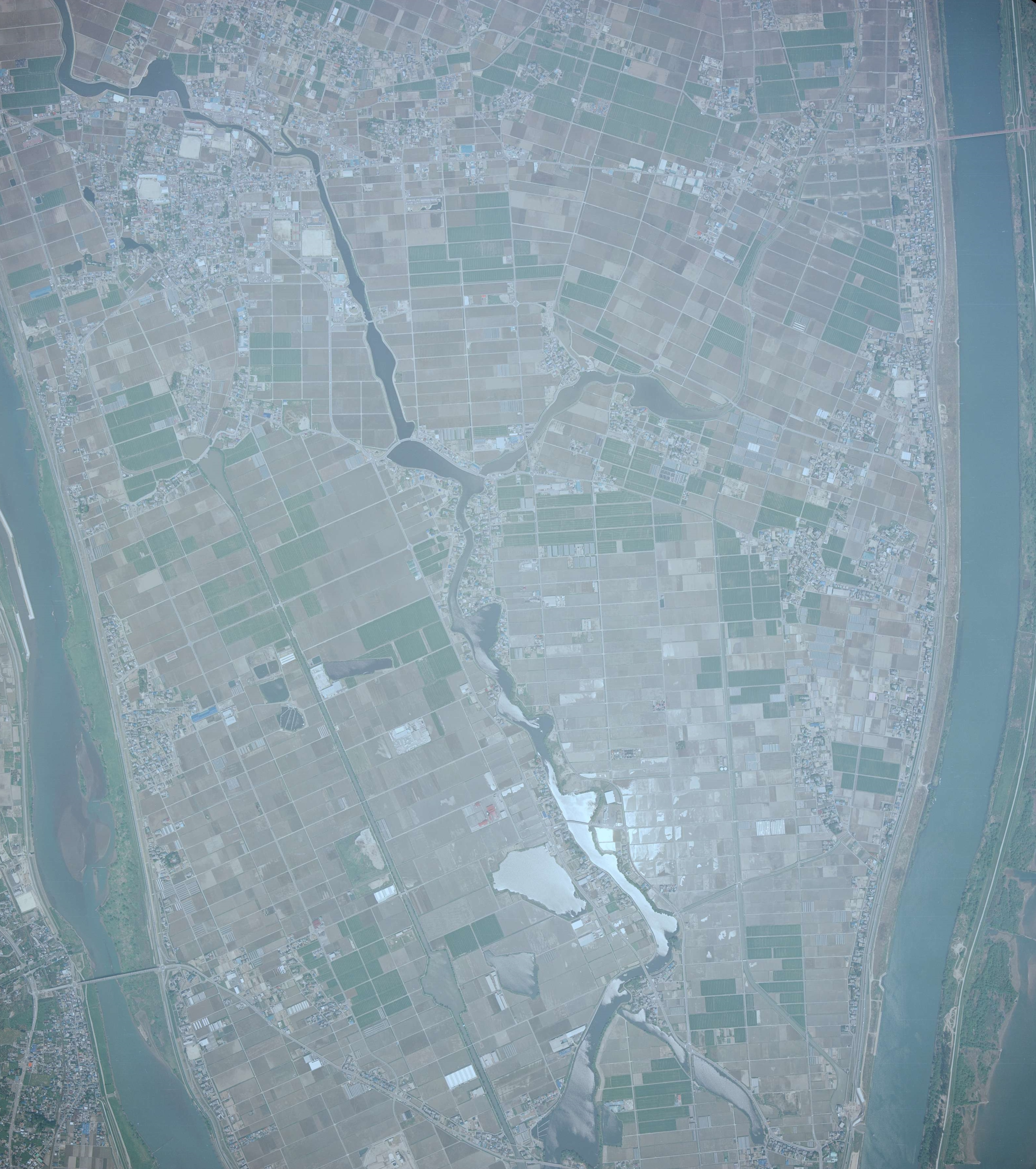
海津的中心地帶，西面是揖斐川，東面是長良川

海津位於岐阜縣的西南部，為岐阜縣的最南端，海津郡的南部，海津市東部，東面隔着長良川和木曾川是愛知縣稻澤市祖父江町、海部郡八開村和立田村，南面以千本松原南端為邊界，與三重縣桑名市長島町接壤，西面隔着津屋川和揖斐川是養老郡養老町、海津郡南濃町和三重縣桑名市多度町，北面是海津郡平田町和羽島市桑原地區。海津東西直線最長距離是福岡至秋江，約6.4公里，南北直線最長距離是松木至油島，約13.8公里，呈狹長的倒三角形，整體面積達44.21平方公里，其中約47%是水田:1,5。海津總共有44個大字，分別是中央的五町、內記、深濱、札野、江東、東部的駒江、立野、長久保、長瀨、日原、東南部的石龜、外濱、福江、森下、南部的油島、金廻、古中島、萬壽新田、西南部的七右衛門新田、沼新田、帆引新田、安田、安田新田、西部的稻山、本阿彌新田、宮地、西北部的萱野、高須、高須町、西小島、東小島、福岡、北部的鹿野、平原、松木、馬目、東北部的秋江、大和田、神桐、草場、瀨古、田中、成戶以及福一色。
| 舊市町村      | 大字         | 小字                                                                               |
| ------------- | ------------ | ---------------------------------------------------------------------------------- |
| 高須町        | 高須町       | 武士小路、西町、上町、下町、裏町、橫町、馬目町、北加滿知、城跡                     |
| 高須町        | 高須         | 西、中、東、河原、前並、中倉                                                       |
| 高須町        | 福岡         | 用水西、用水東、八幡下、村中、村前、村東、佐武、大道下、日下丸、杢分、堤外         |
| 高須町        | 西小島       | 宮前、村東、村前                                                                   |
| 高須町        | 東小島       | 東大城、村東、南沼、西大城                                                         |
| 高須町        | 萱野         | 西通、中通、東通、西之切（西の切）、中之切（中の切）、東之切（東の切）                               |
| 高須町        | 內記         | 一之割（一の割）、二之割（二の割）、三之割（三の割）、四之割（四の割）、五之割（五の割）                         |
| 高須町        | 馬目         | 道上、道下、西方                                                                   |
| 高須町        | 札野         | 土居繩、一色前繩、一番繩、二番繩、河原前繩、新田繩                                 |
| 西江村        | 深濱         | 北、中、南                                                                         |
| 西江村        | 五町         | 五町、道上、道下                                                                   |
| 西江村        | 江東         | 一之割（一の割）、二之割（二の割）、三之割（三の割）、四之割（四の割）                                     |
| 西江村        | 稻山         | 本田、一之割（一の割）、二之割（二の割）、三之割（三の割）                                           |
| 西江村        | 本阿彌新田   | 村內、江西一番割、江西二番割、江西三番割                                           |
| 西江村        | 宮地         | 宮地                                                                               |
| 西江村        | 安田新田     | 八町、中之島（中ノ島）、大代、橫手                                                       |
| 西江村        | 安田         | 村北、村中、村南                                                                   |
| 西江村        | 沼新田       | 花倉、割符、橫手                                                                   |
| 西江村        | 帆引新田     | 一番割、二番割、三番割、四番割、五番割、六番割、七番割                             |
| 西江村        | 七右衛門新田 | 七右衛門新田（七右ェ衛門新田）                                                                   |
| 吉里村        | 鹿野         | 村內、村浦、山之神（山の神）、中繩、東繩、西繩、村前、村西                               |
| 吉里村        | 福一色       | 村中、村前、飛地                                                                   |
| 吉里村        | 成戶         | 立柿、河原、江尻                                                                   |
| 吉里村        | 神桐         | 大道上、大道下、用水東、大江東                                                     |
| 吉里村        | 松木         | 村上、村前、堤外                                                                   |
| 吉里村        | 瀨古         | 西河原、村內、蒲原、村北、Tsukuhana（ツクハナ）                                            |
| 吉里村        | 田中         | 江西、江東                                                                         |
| 東江村        | 秋江         | 江東、江西                                                                         |
| 東江村        | 草場         | 村前、葭中、西並、小草場                                                           |
| 東江村        | 大和田       | 北浦、宮北、狐塚、北百代、新海、江並、大代、南百代、兩毛、宮之越（宮ノ越）、築合、古見取 |
| 東江村        | 駒江 （）    | 四十步、川田、東引田、西引田、古見取、火打池                                       |
| 東江村        | 長瀨         | 新田、鄉中、前並                                                                   |
| 東江村        | 立野         | 大代、竹原、一番繩、村南、中一色                                                   |
| 東江村        | 日原         | 八劍、二之代（二ノ代）、松原、新田                                                       |
| 東江村        | 長久保       | 竹原、柳崎、中沼、十三繩、江向                                                     |
| 大江村        | 外濱         | 堤西、宮西、山神、九傳、出口、和泉池、鯰池、狐塚、二番繩、河原先                   |
| 大江村        | 石龜         | 堤際、除北、宮東、村前                                                             |
| 大江村        | 森下         | 石龜境、土取、枯木、村內                                                           |
| 大江村        | 古中島       | 川田、上村、下村                                                                   |
| 大江村        | 福江         | 上組、本鄉、中無垢里、角山、大崎、橫手、松下、四反割、卯改                         |
| 大江村        | 金廻         | 金廻裏、四谷（四ツ谷）、蓮池、新割、半割                                                 |
| 大江村        | 油島         | 西割、東割、南割                                                                   |
| 今尾町        | 平原         | 池底、土居內、中沼、高須田、尾代、貫川、八反畑                                     |
| 西江村 大江村 | 萬壽新田     | 一番割、二番割、三番割、七番割、江上、江下、柳山                                   |

## 地理
海津地處濃尾平原，東面是木曾川和長良川，西面是揖斐川，位處於高須輪中的中央以及南部，以日原至平田町今尾為界，以北是自然堤防和氾濫平原沼澤，以南為三角洲，為持續地層下陷的地帶，瀨古內靠近堤防的地區雖然只高約1.8米，不過已經是海津的最高點，最低點則是-0.5米左右的油島、安田以及大江川與中江川之間的池沼地區，全體也僅五分之一的地區高於海平面，地質上屬於沖積層，全體均是沖積平原:11-13、15。氣候方面，海津屬於東海式氣候，冬暖夏熱，最高氣溫是1947年8月16日的39.9℃，最低氣溫是1927年1月24日的零下11.3℃，全年平均溫度是15.1℃，1892年至1950年的平均降雨量是1,889毫米，按年計最多的是1938年的2664.2毫米，按月計最多的是1897年9月的795.5毫米，最少的是1924年1月的5.5毫米，按日計最多的是1961年6月26日的363毫米，最高積雪量是81厘米，不過平常積雪幾乎不會超過數天，平均初雪日是12月16日，平均終雪日則是3月16日，無雪日長達279日:26－32。
| 海津町高須                                                                           | 海津町高須   | 海津町高須   | 海津町高須  | 海津町高須  | 海津町高須  | 海津町高須  | 海津町高須   | 海津町高須   | 海津町高須  | 海津町高須  | 海津町高須  | 海津町高須  | 海津町高須   |
| 月份                                                                                 | 1月          | 2月          | 3月         | 4月         | 5月         | 6月         | 7月          | 8月          | 9月         | 10月        | 11月        | 12月        | 全年         |
| ------------------------------------------------------------------------------------ | ------------ | ------------ | ----------- | ----------- | ----------- | ----------- | ------------ | ------------ | ----------- | ----------- | ----------- | ----------- | ------------ |
| 历史最高温 °C（°F）                                                                  | 17.0 (62.6)  | 19.3 (66.7)  | 24.3 (75.7) | 31.0 (87.8) | 31.8 (89.2) | 34.9 (94.8) | 39.8 (103.6) | 39.9 (103.8) | 35.5 (95.9) | 29.7 (85.5) | 26.5 (79.7) | 21.8 (71.2) | 39.9 (103.8) |
| 日均气温 °C（°F）                                                                    | 3.4 (38.1)   | 4.5 (40.1)   | 7.7 (45.9)  | 13.4 (56.1) | 17.9 (64.2) | 22.1 (71.8) | 26.3 (79.3)  | 27.3 (81.1)  | 23.3 (73.9) | 17.1 (62.8) | 11.4 (52.5) | 6.3 (43.3)  | 15.1 (59.2)  |
| 历史最低温 °C（°F）                                                                  | −11.3 (11.7) | −10.7 (12.7) | −6.2 (20.8) | −2.0 (28.4) | 1.1 (34.0)  | 7.9 (46.2)  | 12.4 (54.3)  | 14.7 (58.5)  | 5.5 (41.9)  | 0.0 (32.0)  | −0.9 (30.4) | −9.0 (15.8) | −11.3 (11.7) |
| 来源：《海津町史》（平均氣溫是1893年至1950年，最高和最低氣溫是1895年至1950年）:28-29 |              |              |             |             |             |             |              |              |             |             |             |             |              |

## 歷史
由於鄰近高須的南濃町駒野的西北偏西方向建有庭田貝塚，南面也有羽澤貝塚，因此推測高須一帶在繩紋時代為海岸:28-29，《高須舊記》也記載高須以前是海岸，後來逐漸形成砂洲後，有九戶人在南北建設水塘，並且開始耕種，高須之名便來自往來的船隻稱砂洲為高洲（高須和高洲在日語中發音相同）而來，平原則有13處平安時代初期的遺跡，出土文物中也有鎌倉時代初期的陶片:56。在莊園時期，海津的東北部屬於尾張國長岡莊，長岡莊最初是藤原賴通的領地，後來先後由藤原寬子、藤原忠實、藤原泰子、藤原忠通、近衛基實、近衛基通、近衛家實和近衛兼經繼承，在鎌倉時代時則是近衛家領，正平3年8月22日或貞和4年8月22日（1348年9月15日）被北畠親房寄進至觀心寺，長岡莊的西南面則是尾張國堀尾莊，同樣是近衛家領:61、66。此外，海津部分地區屬於美濃國郡戶莊，為九條家領，本家是八條禪尼，領家是准后綸子，地頭是中原師員，八條禪尼死後先後由九條道家、九條教實和九條忠家繼承:71-72。另外，秋江一帶則屬於尾張國秋吉御薗（秋吉御園），為伊勢神宮領，在元弘3年或正慶2年（1333年）2月被藤原基盛寄進至真福寺:77-78。其後，根據收錄於《栃木縣廳採集文書》的延元3年或曆應元年（1338年）11月的《足利尊氏宛行狀寫》記載，氏家重國獲任命為高須等地的地頭，並且在高須建立居館，推測在大永2年（1522年）由大橋重一在原址興建高須城，由大橋重長等人駐守，大橋氏本身是津島四家七苗之一，曾經因邊界問題與織田信友爆發衝突，其後織田信秀之女藏之方作為小嶋信房的養女嫁給四家之長重長後，四家七苗便臣服於織田氏，本能寺之變後臣屬於織田信雄。天正10年（1582年）11月，本來已經領有神桐、秋江和瀨古的吉村氏吉獲信雄加增鹿野以及大和田、駒江和長瀨各一半為知行，翌年9月又獲加增松木和成戶等地，小牧、長久手之戰爆發後，氏吉作為信雄一方與池田輝政等人發生衝突。在信雄和秀吉和解後，津島四家七苗的領地被沒收，高須城先後改由日根野信勝、加藤重次和高木盛兼駐守。天正18年（1590年），信雄在小田原征伐後被流放，推測在同時期氏吉的領地也被沒收。慶長5年（1600年），關原之戰爆發，當時領有海西郡一萬石的盛兼為西軍，因而遭到東軍福島正則麾下的山路久之丞、德永壽昌、市橋長勝以及橫井時泰等人率領的500兵馬攻擊，根據《高須城主記》記載，盛兼接受壽昌提出的和議而撤離高須城，也有說法指壽昌最初提議發空砲後讓盛兼交出城池，在盛兼接納這個提案後，壽昌卻進行實彈攻擊，最終盛兼乘船逃走:85-98。
進入江戶時代後，海津分別是高須藩、江戶幕府、尾張藩和旗本的領地。首先，高津藩在海津的領地分別是高須町、高須村、東駒野村（現福岡）、西小島村、東小島村、萱野村、馬目村、馬目新田（現馬目）、札野村、札野新田（現札野）、梶屋村（現稻山）、本阿彌新田、鹿野村、鹿野一色村（現鹿野）、福一色村、成戶村、神桐村、松木村、秋江村、草場村、小草場新田（現草場）、大和田村、駒江村、駒江新田（現駒江）、長瀨村、立野村和長久保村，其中高須村元和2年（1616年）的《村高領知改帳》、《正保鄉帳》和《元祿鄉帳》中均記載為高須藩領，只有在高須藩於元祿4年（1691年）轉封時，一度成為幕府領，也是在這時候從高須町獨立出來，馬目新田最初為相給，分別是幕府領約80石、高須町的廣德寺、成戶報土寺的寺領、圦番給五十石以及駒野渡船頭領四石等等，《元祿鄉帳》中記載為高須藩領，梶屋村在元和2年的《村高領知改帳》中記載為近藤政成領，《正保鄉帳》和《元祿鄉帳》中則記載為高須藩領，鹿野村、成戶村、神桐村、秋江村、大和田村、駒江村、長瀨村、立野村、長久保在元和2年的《村高領知改帳》和《元祿鄉帳》中記載為高須藩領，《正保鄉帳》中記載為幕府領，松木村在元和2年的《村高領知改帳》和《元祿鄉帳》中記載為高須藩領，《正保鄉帳》中記載為伊勢神宮領五石以及幕府領約1,315石，草場村和小草場新田在《正保鄉帳》中記載為幕府領，《元祿鄉帳》中則記載為高須藩領。
其次，幕府領在海津的領地分別是內記村、深濱村、本阿彌新田、宮地村、安田新田、安田村、帆引新田、七右衛門新田、瀨古村、日原村、外濱村、石龜村、森下村、古中島村、金廻村、油島新田（現油島）和江內村（現油島），其中宮地村最初是高須藩領，在《元祿鄉帳》中記載為幕府領，本阿彌新田最初在明曆2年（1656年）的檢地帳中記載為尾張藩家老石河氏約463石以及高須藩領約1,836石的相給，高須藩領部分在元祿4年（1691年）以後改為幕府領，深濱村最初在元和2年的《村高領知改帳》中記載為近藤政成領，《正保鄉帳》中記載為高須藩領，《元祿鄉帳》中記載為幕府領，安田村和帆引新田最初均是高須藩領，在《元祿鄉帳》中記載為幕府領，瀨古村、日原村、外濱村、石龜村、森下村、古中島村最初也是高須藩領，《正保鄉帳》和《元祿鄉帳》中均記載為幕府領。其三，尾張藩領為五町村、柳湊村（現稻山柳港）、沼一色村（現沼新田）、福島村（現平原）、松山中島村（現駒江以東的長良川河川敷）和福江村，其中五町村最初是幕府領，在《正保鄉帳》和《元祿鄉帳》中則是尾張藩領，柳湊村和福島村在元和2年的《村高領知改帳》中記載為幕府領和堀直寄領，根據《明曆覺書》記載自元和5年（1619年）起便是尾張藩領，《正保鄉帳》和《元祿鄉帳》亦同樣記載為尾張藩領，福江村根據德川林政史研究所藏慶長15年（1610年）的《德川家康朱印狀寫》記載，為石河光忠領，其後作為尾張藩領，亦是石河氏的給地。此外，萬壽新田和成田村均是相給，萬壽新田是幕府領約五十石、高須藩領約三十五石、尾張藩領（藩家老石河氏領）約五十一石，成田村（現平原），在《慶長鄉帳》分別是石河光忠領約866石、幕府領約191石、旗本青木可直領約991石，根據收錄於《村瀨文書》內的元和5年《竹腰山城守知行方目錄》記載，成田村中約191石是竹腰氏領，《正保鄉帳》中記載為尾張藩領約1,757石和青木氏領約991石，《舊高舊領取調帳》則分為尾張藩領成田村和青木領下成田村，內野村（現平原）在《天保鄉帳》中是成田村的一部分，《舊高舊領取調帳》中則記載為旗本青木氏領。
海津在江戶時代以開墾新田和防洪為主，福江村、五町村、柳湊村、古中島村、安田村和梶屋村等先後開墾了新田，本阿彌新田和沼新田分別在慶安2年（1649年）和3年（1650年）開墾，承應元年（1652年）是帆引新田，七右衛門新田和萬壽新田則先後在明曆3年（1657年）和享保17年（1732年）開墾而成。防洪方面，受到尾張藩的堤防以及上流大垣藩的防洪工程的影響，海津洪水氾濫的風險日益嚴重。延享3年（1746年），高須輪中四十村向幕府提出實施三川分流，在翌年由二本松藩負責施工，其後在寶曆3年（1753年）至5年（1755年）改由薩摩藩接手，最終促使寶曆治水事件爆發，海津的町章即源自三川以及島津氏的家紋而成，此事也成為岐阜縣與鹿兒島縣結為姊妹縣的契機。明治元年4月18日（1868年5月10日），海津的幕府領劃入笠松裁判所管轄，明治2年4月25日（1869年6月5日）改稱笠松縣，明治3年11月23日（1871年1月13日），高須藩在版籍奉還後不久併入名古屋藩（即尾張藩），廢藩置縣後除了福江村和成田村改屬笠松縣外，海津的名古屋藩領均改屬名古屋縣:656-657，美濃國全體在明治4年11月22日（1872年1月2日）改組成岐阜縣，翌年高須村與高須町合併後改稱高須村:657，同年10月10日（1872年11月10日）引入大區小區制，當時海津分別屬於海西郡以及石津郡，同屬第三大區，成戶村、神桐村、福—色村、鹿野村、草場村、鹿野一色村和小草場新田屬於第一小區，秋江村、大和田村、駒江村、長瀨村、立野村、長久保村、日原村、外濱村、森下村、古中島村和石龜村屬於第二小區，高須村屬於第三小區，東駒野村、西小島村、東小島村、柳湊村、下梶屋村（原梶屋村）、萱野村、五町村、札野村、馬目村、福島村和內記村屬於第四小區，本阿彌新田、深濱村、宮地村、安田新田、帆引新田、安田村、七右衛門新田、萬壽新田、沼新田和福江村屬於第五小區，內野村、成田村和下成田村屬於第十二小區。1875年1月，福島村、馬目村和內記村合併成三喜村，萱野村、東小島村和西小島村的本田部分合併成三葉村，下梶屋村、五町村、柳湊村和西小島村的新田部分合併成稻山村，成田村、下成田村和內野村則合併成平原村。1881年7月21日或5月，高須村解體成原本的高須町和高須村，同日三葉村也解體成原本的四村，同年11月1日三喜村也解體成原本的三村。1885年9月4日，東駒野村則分成福岡村和日下丸村:658-667。
1879年2月18日，石津郡在大區小區制被廢除後分成上石津郡和下石津郡，原屬三重縣桑名郡的金廻村、江內村和油島新田改屬下石津郡，1887年8月，原屬尾張國的松山中島村改屬美濃國海西郡。另一方面在戶長役場制度下，松之木村、神桐村、瀨古村、鹿野村和鹿野一色村合組為一村，秋江村、成戶村、福一色村、大和田村、草場村和小草場新田合組為一村，日原村、長瀨村、駒江村、立野村、長久保村、石龜村、外濱村、森下村和古中島村合組為一村，高須町和高須村合組為一村，萱野村、東小島村、西小島村、東駒野村、稻山村、福島村、馬目村、內記村和札野村合組為一村，安田村、安田新田、沼新田、帆引新田、七右衛門新田、萬壽新田、宮地村、本阿彌新田和深濱村合組為一村，福江村、金廻村、江內村和油島新田合組為一村。1889年7月，原屬海西郡的古中島村改屬下石津郡，原屬下石津郡的福島村改屬安八郡，同年鹿野村和鹿野一色村合併成鹿野村，草場村和小草場新田合併成草場村，安田新田和宮地村合併成安田新田，帆引新田與七右衛門新田合併成帆引新田，油島新田與江內村合併成油島村，平原村則與福島村合併成平原村。1897年4月1日，海西郡、下石津郡和安八郡南部（大榑川以南）合併成海津郡，同日高須町、福岡村、日下丸村、西小島村、東小島村、萱野村、馬目村、高須村、內記村和札野村合併成高須町，松木村、瀨古村、神桐村、成戶村、鹿野村和福一色村合併成吉里村，大和田村、駒江村、秋江村、草場村、日原村、長瀨村、立野村、長久保村和松山中島村合併成東江村，石龜村、外濱村、森下村、福江村、古中島村、金廻村、油島村和萬壽新田的一部分合併成大江村，安田新田、帆引新田、安田村、沼新田、本阿彌新田、稻山村、深濱村和萬壽新田的一部分合併成西江村，平原村則成為今尾町的一部分:658-667。

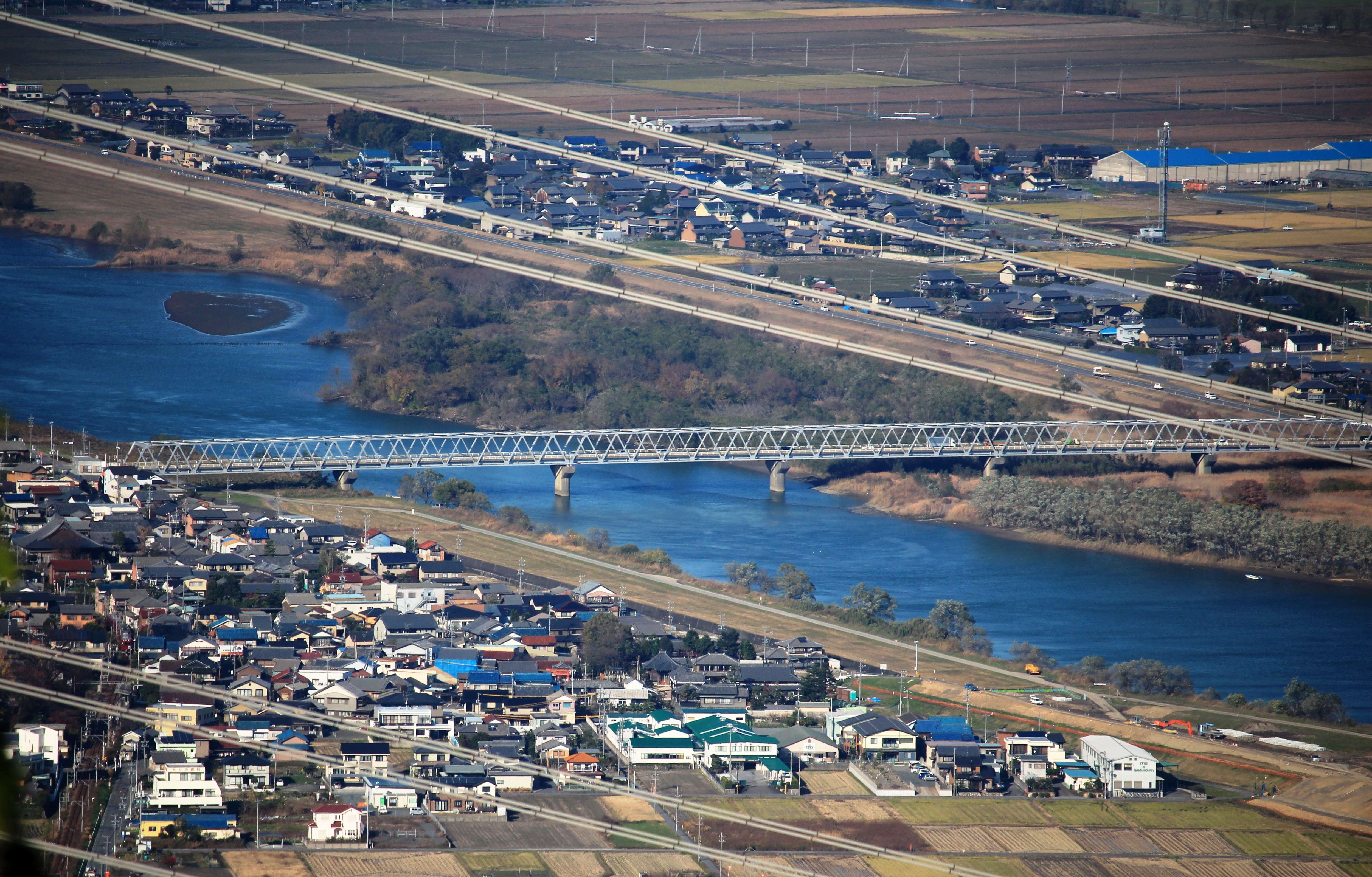
海津橋

在昭和大合併的背景下，海津郡在1954年2月成立海津郡町村合併促進協議會，最初的合併方案中，除了高須町、東江村、大江村、西江村和吉里村外，尚有今尾町、海西村以及羽島郡桑原村的西小藪，同年5月高須町、東江村、大江村、西江村和吉里村成立了高須町外四村合併促進協議會，今尾町雖然與高須町同屬高須輪中，但是今尾町屬於上鄉，高須町則是下鄉，兩鄉以前經常因水利問題而發生爭執，加上對於新町的中心地區所在存有疑慮，因此反對與高須町合併，吉田村當初則主張高須輪中全體合併，不過最終妥協認為如果未能實現的話便與高須町等地區合併，另一方面石津村也一度打算與隔岸的西江村、大江村合併，石津村田鶴地區甚至曾發起希望與西江村合併的簽名運動，最終高須町、東江村、大江村、西江村和吉里村在1955年1月15日合併成海津町，其後今尾町平原地區由於日常生活上與高須町較為密切，因此在今尾町對於與高須町的合併面有難色時，舉行居民投票，結果幾乎所有居民均支持併入高須町等地區，最終在同年2月1日併入至海津町:774-778。1965年1月23日，海津制訂了町章:798，1968年年4月19日，東海大橋開通:801，同年11月14日獲指定為中部圈都市開發區域。1970年10月26日，海津町與鹿兒島縣國分市結為姊妹城市:803，1972年11月20日，福岡大橋開通:805，1976年4月20日，海津町立圖書館以及日本現代紙碑文學館完工，翌年4月1日獲指定為人權模範地區:809，1979年12月25日，海津橋開通:812。1981年4月，海津町獲指定為都市計劃區域:1091。1993年5月12日，海津町與美國阿利桑那州城市埃文代爾結為姊妹都市，1996年3月22日，海津町獲指定為水之鄉百選之一，2004年6月，海津町作為「濃尾平野的廣闊農地」獲指定為東海美之里百選。2005年3月28日，海津町與同郡平田町、南濃町合併成海津市。

## 政治
在日本眾議院選舉中，海津町在中選區制時期屬於岐阜縣第1區，在第28屆日本眾議院議員總選舉中，有效選票是5,668票，其中自由民主黨的野田卯一取得最多的1,587票。改制至小選舉區制和比例代表制後，海津町分別屬於岐阜縣第2區以及東海比例代表區，岐阜2區一直以來均由自民黨控制，一直由棚橋泰文擔任議員。在日本參議院選舉中，海津町屬於岐阜縣選舉區，合併成海津市前的議員分別是自民黨的大野艷子、民主黨的平田健二、無黨派的松田岩夫以及民主黨的山下八洲夫。地方選舉方面，在2005年1月23日舉行的第16屆岐阜縣知事選舉中，海津町有5,344人參與投票，投票率是45.61%，略高於岐阜縣平均投票率的43.5%，其中有效選票是5,243票，古田肇取得最多的4,117票，岐阜縣議會方面，高須出身的伊藤榮在1947年4月30日至1959年4月29日擔任議員，並且在1955年5月2日至1956年3月9日出任副議長:948。地方議會方面，合併成海津町時的議席是74席，平原併入海津後增至76席，海津町在1955年5月舉行合併後的首次選舉，議席縮減至26席，1967年2月4日由於居民減少，議席再減少至20席。1979年4月22日舉行的町議會選舉中，投票率達95.88%，平原和吉里的投票站更達97%以上，當時的選民人數是8,499人，多達8,149人參與了這次投票:815-824，合併前的議席則已經減至14席。地方首長方面，海津町長先後由丹羽密和伊藤光好擔任，其中丹羽連續兩屆當選，伊藤光好則連續五屆自動當選:794-814，末任町長是平野義明。

## 宗教

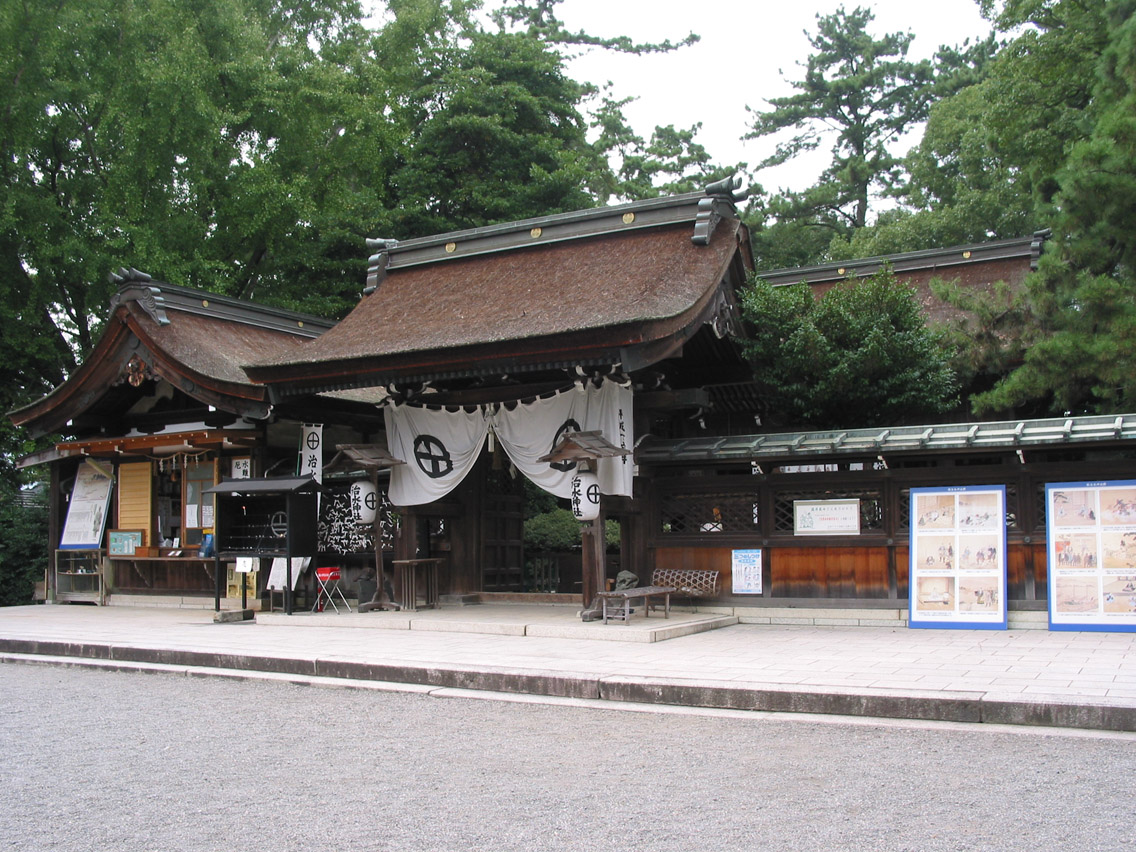
治水神社

海津至少有61座神社，其中4座為鄉社，分別是位於高須町武士小路的稻荷神社:856、立野字一番繩的八幡神社、草場字村前的若宮八幡神社:866，以及稻山字上本田的八幡神社:872，49座是村社，整體以八幡神社和神明神社為主:856-875，無格社則有治水神社等等:872。佛寺方面，海津的淨土真宗大谷派寺院有位於深濱的隨緣寺、鹿野的綠林寺、高須町的安養坊、教西寺、願立寺、高須別院二恩寺、真宗寺、法圓寺、金廻的皆受寺、成戶的報土寺、安田的願船寺、帆引新田的統攝寺、大和田的專敬寺、應聲寺、西小島的蓮應寺、秋江的常休寺、淨福寺、平原的頓了寺、唯善寺、西方寺、福江的榮通寺、神桐的圓滿寺、萱野的願信寺、札野的正念寺、覺念寺、稻山的圓勝寺、日原的良源寺、長久保的誓願寺、駒江的遠照寺、立野的蓮念寺、東小島的佛號寺、長瀨的覺琳寺、瀨古的安立寺、福一色的安樂寺、外濱的皆得寺、高須的淨圓寺、松木的蓮台寺以及馬目的龍蓮寺。其他宗派方面，海津的淨土宗寺院有位於高須町的地藏寺、高須的圓心寺、帆引新田的藥師寺以及福岡的提德寺，曹洞宗寺院有位於秋江的清光院、高須町的昌運寺以及鹿野的春光寺，臨濟宗妙心寺派寺院有位於高須町的廣德寺以及帆引新田的圓成寺，真言宗智山派、日蓮宗以及真宗高田派在海津也各有一座寺院，分別是位於高須的瑞應院、法華寺以及西林寺:875-884。其他宗教方面，天理教在高須町設有高須分教會，立正佼成会也曾經在高須町城跡設有大垣教會海津法座所，同盟福音基督教會則在萱野設有海津基督教會:885。

## 人口
| 統計年度 | 福岡 | 平原  | 馬目   | 內記 | 高須町 | 高須  | 札野   | 西小島 | 東小島 | 萱野 | 松木     | 瀨古         | 成戶     | 神桐 | 福一色 | 鹿野       | 田中     | 秋江 | 大和田 | 草場   | 立野 | 駒江 | 參考資料 |
| -------- | ---- | ----- | ------ | ---- | ------ | ----- | ------ | ------ | ------ | ---- | -------- | ------------ | -------- | ---- | ------ | ---------- | -------- | ---- | ------ | ------ | ---- | ---- | -------- |
| 1995年   | 419  | 1,397 | 852    | 254  | 1,954  | 155   | 834    | 356    | 139    | 181  | 432      | 199          | 109      | 142  | 168    | 956        | 180      | 204  | 405    | 224    | 281  | 393  | [ 46 ]   |
| 2000年   | 472  | 1,437 | 828    | 241  | 1,805  | 132   | 856    | 304    | 140    | 216  | 400      | 198          | 103      | 145  | 124    | 988        | 184      | 217  | 401    | 239    | 268  | 394  | [ 47 ]   |
| 統計年度 | 長瀨 | 日原  | 長久保 | 外濱 | 石龜   | 福江  | 古中島 | 森下   | 金廻   | 油島 | 萬壽新田 | 七右衛門新田 | 帆引新田 | 稻山 | 宮地   | 本阿彌新田 | 安田新田 | 五町 | 深濱   | 沼新田 | 江東 | 安田 | 參考資料 |
| 1995年   | 102  | 280   | 210    | 129  | 147    | 1,108 | 88     | 84     | 367    | 112  | 101      | 49           | 432      | 289  | 51     | 220        | 88       | 152  | 147    | 515    | 80   | 211  | [ 46 ]   |
| 2000年   | 98   | 275   | 215    | 114  | 141    | 1,163 | 86     | 80     | 352    | 115  | 97       | 46           | 411      | 255  | 32     | 251        | 96       | 169  | 151    | 531    | 71   | 223  | [ 47 ]   |

## 經濟
海津町的財政力指數是0.38。第一產業方面，海津町的農地面積達1,960公頃，其中1,800公頃是水田，其餘是旱田，有1,516戶從事農業，按年銷售額達52億日元左右，其中稻米佔約13億日元。第二產業方面，總共有1,446人從事相關工作，按年整體出貨額達200億日元左右，最多人從事的是金屬製品製造業（222人），出貨額最高的則是就業人數上僅次於金屬製品製造業的塑膠製品製造業（212人），出貨額達30億日元左右。從事批發的有93人，批發點有11處，按年銷售額約40億日元，主要來自飲料和食品業界，佔約17億日元，從事零售的有693人，零售點有159處，按年銷售額約88億日元，主要來自飲料和食品業界，佔約30億日元，總計為786人，批發和零售點170處，按年銷售額則有約130億。
農協方面，西江村農會率先在1898年3月31日成立，吉里村農會和大江村其後在1900年6月1日和6月9日成立，高須町農會在1905年10月1日成立，東江村農會則在1908年1月2日成立，信用販賣購買利用組合則有1907年成立的本阿彌新田信用販賣購買利用組合（西江村本阿彌新田和安田新田）、1918年成立的財信用販賣購買利用組合（吉里村、海西村和今尾町）、1919年成立的馬目信用販賣購買利用組合（高須町）以及1924年成立的共榮信用販賣購買利用組合（高須町），其後在政府強力指導下，又按町村單位成立了吉里、東江、大江、帆引和西江等信用販賣購買利用組合。1943年，《農業團體法》實施後，農會和信用販賣購買利用組合合組成農業會，第二次世界大戰結束後，《農業協同組合法》在1947年11月開始實施，吉里村率先在1948年4月成立農業協同組合，同年5月高須町、東江村和西江村的農業協同組合也相繼成立，同年6月大江村也創立農業協同組合。1961年，《農業協同組合合併助成法》開始實施，促使高須、東江、西江、吉里和大江的農協在1969年3月合併成海津町農業協同組合:396-414，其後在1989年，海津町農協與美濃平田町農協、南濃町農協合併成海津郡農協，1999年11月與JA大垣、JA神戶、JA安八、JA養老和JA不破合併成西美濃農業協同組合（JA西美濃）。
金融機構方面，第七十六國立銀行在1878年10月25日由原高須藩的相關人士創立，總店設於高須町。1897年7月22日，美濃實業銀行也在高須町設立分店，在1900年2月17日併入至大垣共立銀行後改為大垣共立銀行高須分店。1897年8月11日，高須儲蓄銀行在在高須町成立，《海津町史》記載其在1928年併入大垣共立銀行，全國銀行協會則引述《十六銀行百年史》指其在1927年1月解散。1904年1月，大橋銀行在高須設立分店，其後淺沼銀行在1916年3月也在高須設立分店，淺沼銀行在帆引和中無垢里均設有辦事處，不過全數在昭和恐慌時倒閉，大橋銀行在1932年12月26日休業，淺沼銀行方面，《海津町史》指其在1930年休業，《全國銀行協會》則引述《日本金融史資料昭和編》以及《十六銀行百年史》，指出其在1931年6月25日獲准廢業。1928年5月1日，在七十六銀行併入至大垣共立銀行後，大垣共立銀行高須分店轉移至原七十六銀行總店繼續營業。1980年10月，桑名信用金庫在馬目開設分店:415-423。1992年6月，十六銀行在馬目開設分店。

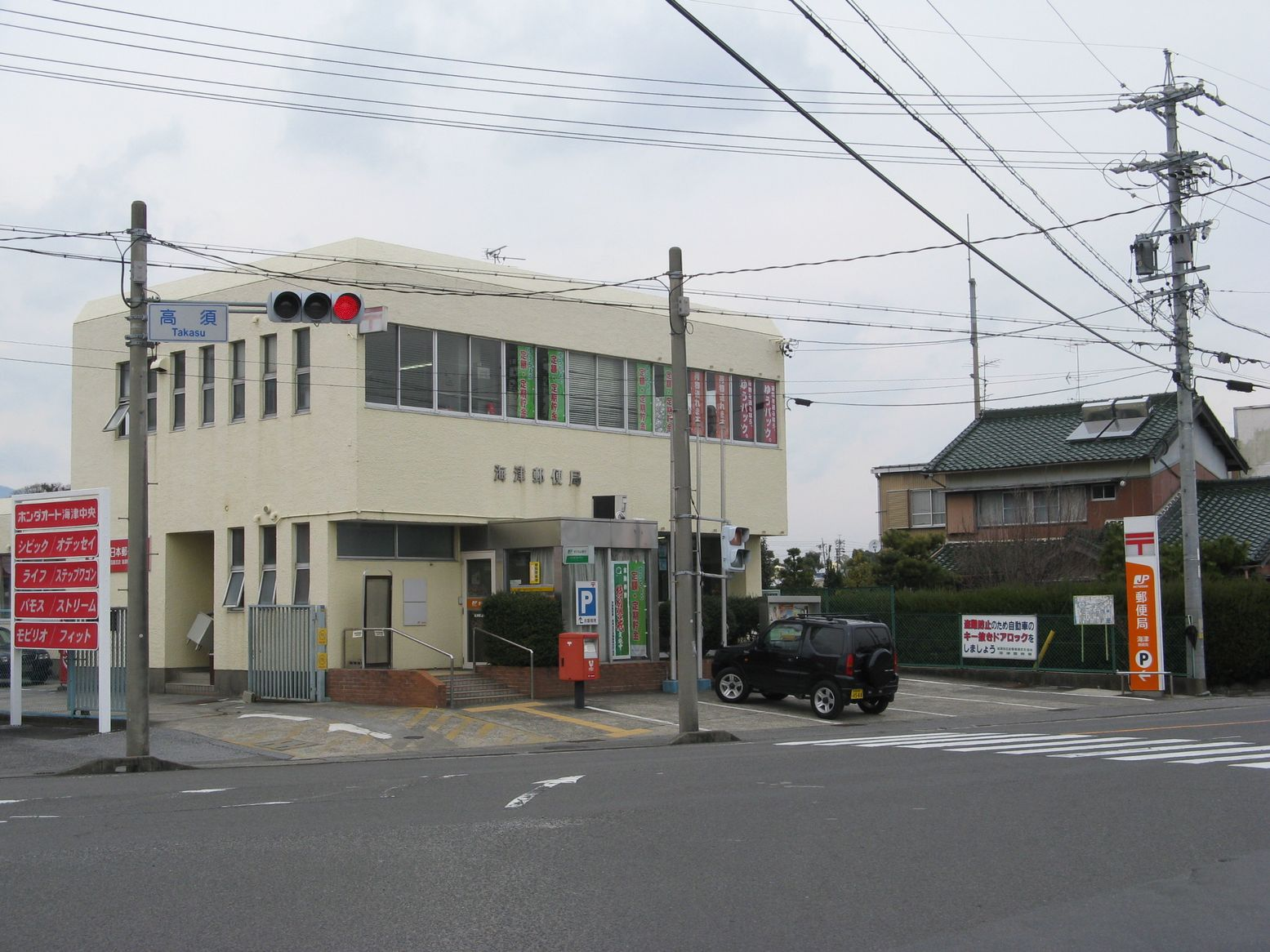
海津郵局

郵局方面，明治4年12月3日（1872年1月12日），高須郵便取扱所在高須町啟用，1903年4月1日改稱高須郵局，1955年8月16日改稱海津郵局，1977年1月10日遷至高須前並，金融服務則始於1880年10月16日。1928年6月1日，東江郵便取扱所在駒江啟用，1932年9月16日遷至日原，1935年2月1日改稱東江郵局，同時開始提供金融服務，1974年3月15日遷至日原八劍。1933年5月11日，大江郵便取扱所在福江本鄉啟用，1940年12月1日改稱大江郵局，為三等無集配局，1941年2月11日改為無集配特定郵局，1947年4月22日遷至古中島。1938年3月26日，吉里郵便取扱所在松木啟用，1940年12月1日改稱吉里郵局，現在位於神桐大道下。1972年12月1日，海津安田簡易郵局在安田村北啟用:564-474。

## 交通和教育

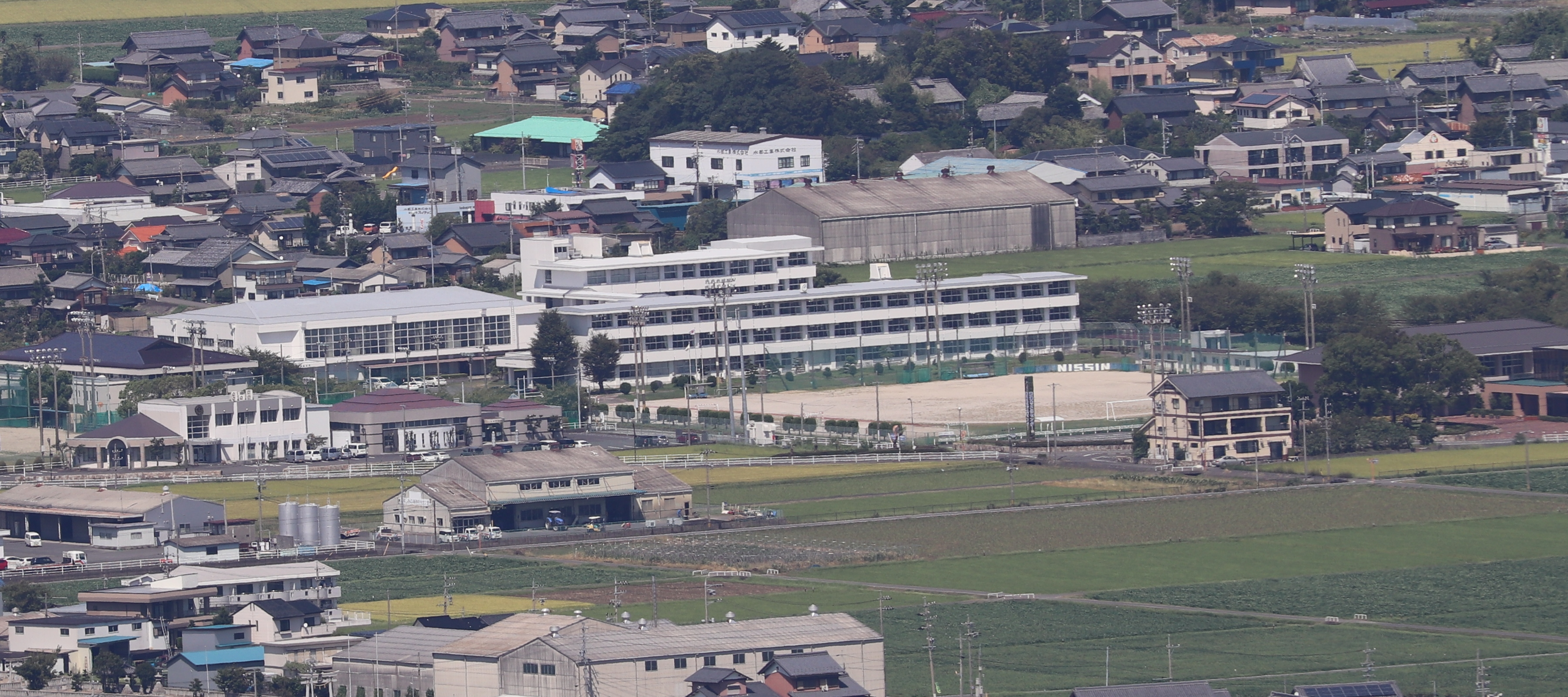
日新中學校

交通方面，海津有岐阜縣道1號岐阜南濃線、岐阜縣道8號津島南濃線、岐阜縣道23號北方多度線、岐阜縣道106號桑名海津線、岐阜縣道117號津島海津線、岐阜縣道220號安八海津線和岐阜縣道222號成戶平田線等公路:514-519。公共交通方面，由名阪近鐵巴士經營的海津線在高須設有巴士站，也有在岐阜巴士經營的駒野線和大江線在1977年停駛後，於同年9月開始提供服務的町營巴士，分為東迴線、西迴線和南迴線三個區域，總共56個巴士站:533-537。另外，海津町也曾經設有來往南濃町、愛知縣和三重縣的渡船，在揖斐川從上流按順序分別是福岡渡船、山崎渡船、安田渡船（又稱太田渡船）和油島渡船，長良川方面則是秋江渡船、日原渡船、森下渡船和福原渡船:543-553，其中日原渡船和森下渡船在2011年3月31日停航。教育方面，海津町在高須町、松木、駒江、古中島和安田均設有小學及其附屬的幼稚園，分別是高須小學校、吉里小學校、東江小學校、大江小學校、西江小學校，其中高須小學校曾經設有內記分校和平原分校:729-734。中等教育方面，海津在高須設有日新中學校，在高須町則設有前身之一為海津高等女學校的岐阜縣立海津高等學校:780-781。

## 外部連結
- . 海津郡三町合併協議會.   [2022-02-20]. （原始内容存档于2022-02-20） （日语）.